# Copy
copy یکی از دستورهای سیستم عامل داس و خط فرمان ویندوز است. با استفاده از این دستور می‌توان نسخهٔ مشابهی از یک پرونده را در محلی دیگر رونوشت کرد. فرمان مشابه برای کپی کردن در یونیکس cp است.

## استفاده در خط فرمان
طرز استفادهٔ این دستور در خط فرمان ویندوز به این صورت است:
```
COPY [/D] [/V] [/N] [/Y | /-Y] [/Z] [/A | /B ] source [/A | /B]
```

سوئیچ‌ها:
- /D پروندهٔ مقصد را رمزگشایی می‌کند.
- /V صحت رونوشت‌شدن پروندهٔ مقصد را بررسی می‌کند.
- /N درصورتی که قالب نام فایل به صورت ۸ کاراکتر در نام و ۳ کاراکتر در پسوند نبود، آن رابه صورت کوتاه شده (name01~1.exe) استفاده می‌کند.
- /Y در صورتی که فایل مقصد از قبل موجود باشد، بدون سؤال کردن از کاربر آن را رونویسی می‌کند.
- /-Y در صورتی که فایل مقصد از قبل موجود باشد، از کاربر برای رونویسی سؤال می‌کند.
- /A برای اسکی (ASCII) و /B برای باینری (Binary)

## مثال‌ها
```
C:\>copy notes.txt C:\fawiki
```

دستور بالا یک نسخه از فایل متنی با نام notes را که در ریشهٔ درایو C قرار دارد، در پوشهٔ fawiki در همان درایو ذخیره می‌کند.
در هنگام استفاده از دستور Copy می‌توان فایل مبدا را CON در نظر گرفت که مخفف Console است و کامپیوتر آن را به عنوان صفحه‌کلید می‌شناسد. در این صورت می‌توان یک فایل متنی در مقصد ایجاد کرد:
```
C:\>Copy CON Mynotes.txt
There is my note
^Z
       1 file(s) copied.
```